# Albert Paulig
Albert Paulig, född 14 januari 1873 i Stollberg, Sachsen, död 19 mars 1933 i Berlin, var en skådespelare. 

## Filmografi i urval
- 1931 - Dantes mysterier
- 1931 - Walzer im Schlafcoupe
- 1930 - För hennes skull
- 1930 – Mach' mir die Welt zum Paradies
- 1930 – Fridas visor
- 1928 – Parisiskor
- 1919 - Die Austernprinzessin
- 1918 - Die platonische Ehe
- 1914 - Der Stolz der Firma